# Pseudocollix kawamurai
Pseudocollix kawamurai là một loài bướm đêm trong họ Geometridae.